# عملية ميونخ 1972
عملية ميونخ هي عملية احتجاز رهائن إسرائيليين حدثت أثناء دورة الأولمبياد الصيفية المقامة في ميونخ في ألمانيا من 5 إلى 6 سبتمبر سنة 1972 نفذتها منظمة أيلول الأسود وكان مطلبهم الإفراج عن 236 معتقلاً في السجون الإسرائيلية معظمهم من العرب بالإضافة إلى كوزو أوكاموتو من الجيش الأحمر الياباني. انتهت العملية بمقتل 11 رياضياً إسرائيلياً و5 من منفذي العملية الفلسطينيين وشرطي وطيار مروحية ألمانيين.

## خلفية العملية
في بداية عام 1972 م تقدم سعيد السبع (أبو باسل) رئيس المجلس الأعلى لرعاية الشباب الفلسطيني  برسالتين إلى اللجنة الأولمبية الدولية يطلب فيها المشاركة بوفد فلسطيني في بطولة الألعاب الأولمبية إلا أن الحكومة الألمانية رفضت الطلب الفلسطيني في تلك الفترة كان محمد داوود عودة (أبو داوود) وصلاح خلف (أبو أياد) قد فكّروا بالقيام بعملية مدوية للرد على عمليات الاغتيال وعلى القصف الإسرائيلي المتزايد لقواعد الفدائيين في لبنان وللفت انتباه العالم للقضية الفلسطينية. في البداية، كان هناك تفكير للعمل ضد الموساد وأذرعه، ولكن جاءت عملية قتل غسان كنفاني في 1972/7/8م، لتحمل رسالة فهمها المسؤولون الفلسطينيون بأن الإسرائيليين يقتلون من يستطيعون الوصول إليه من القيادات الفلسطينية بغض النظر عن مهامه : عسكرية أم سياسية كما كانت مهمات غسان، لتجعلهم يفكّرون بعمل كبير يقول للإسرائيليين أن الفلسطينيين يستطيعون الوصول إليهم في الخارج.
كان هناك عدة اقتراحات، مثل استهداف سفارات وقنصليات إسرائيلية، ولكنها رفضت، لتجنب الإحراجات مع الدول المضيفة لتلك السفارات والقنصليات، وبرزت فكرة ميونخ، عندما رفضت اللجنة الأولمبية إشراك فريق فلسطيني في الأولمبياد العشرين في ميونخ، فاقترح فخري العمري (أبو محمد)، مساعد أبو إياد والذي اغتيل معه لاحقاً، الدخول إلى القرية الأولمبية بدون إذن لاحتجاز الرياضيين الإسرائيليين. في البداية رفض أبو إياد الفكرة. ولكن أبا داوود تدخّل مؤيداً فكرة فخري العمري، على اعتبار أن الإسرائيليين لا يولون أية أهمية أو اعتباراً لأي شيء، ولأن رياضييهم أصلاً عسكريون. ولتعزيز فكرته قال أبو داوود إن «المدرّبين والمعالجين والرياضيين يأتون عملياً من مؤسسة أورد وينغايت التي تحمل اسم ذلك الضابط البريطاني سيئ السمعة الذي نظّم بين عامي 1937 - 1939 في فلسطين وبمساعدة الهاجاناه قوات المغاوير التي خاض ضمنها أمثال ديان وألون أولى معاركهم ضد جيل آبائنا، وتحوي المؤسسة تجهيزات هائلة قرب البحر شمال تل أبيب، وبحسب ما يوحيه اسمها، يقوم بالمهمات الإدارية والتنظيمية فيها قدامى ضباط الاستخبارات أو ضباط فرق المغاوير الخاصة الذين ينتمون إلى كوادر الاحتياط في الجيش الإسرائيلي، وتدرّب فيها كل الرياضات، ويجري فيها بشكلٍ خاص إعداد المصارعين وأبطال الرماية». ويبدو أن أبو أياد اقتنع، فطلب من أبي داوود، خلال جولته في مهام في أوروبا، لشراء أسلحة، أن يمر إلى ميونخ ويستطلع الأمر. على أن يكلم أبو أياد أبا مازن، المسؤول المالي في ذلك الحين، كي يتم توفير ميزانية للعمل إذا تم الاتفاق عليه. لدى وصوله إلى ميونخ، بدأ أبو داوود مهمته، حصل على خريطة للمدينة وكتيبات خاصة بالأولمبياد وقائمة بأسماء الفنادق وخطط سير المترو وكتيبات أخرى بهذا الشأن، واستقل المترو وذهب إلى القرية الأولمبية شمال المدينة واستطلع الأمر ولكن كان العمل لا زال جارياً في القرية، وبعدها بأيام قابل أبا إياد في أثينا، فأخبره بموافقة أبي مازن مبدئياً على العملية وطلب منه دراسة الوضع من جديد. في هذه الأثناء، جرت محاولة لاغتيال بسام أبو شريف رئيس تحرير مجلة الهدف، المجلة المركزية للجبهة الشعبية لتحرير فلسطين بواسطة طرد مفخخ، وكذلك جرت محاولة لاغتيال أنيس صايغ مدير مركز الأبحاث الفلسطيني، وأسفرت المحاولتان عن إحداث تشوهات في الرجلين الذين لم يكونا لهما أي علاقة بالعمل العسكري، ومضت الخطة بالتبلور أكثر فأكثر.

## التخطيط للعملية
التقى أبو داوود مع أبي إياد وفخري العمري في صوفيا عاصمة بلغاريا وناقشوا من جديد أموراً تتعلق بالعملية المراد تنفيذها في ميونخ، مثل البلاغ الذي سيسلّمه المهاجمون للسلطات الألمانية، والقائمة التي ستضم أسماء معتقلين فلسطينيين في سجون إسرائيل للطلب بإطلاق سراحهم مقابل إطلاق سراح الرياضيين، وتذليل العقبات بشأن جوازات السفر للذين سينفذون العملية وتأشيرات الدخول والإقامة وتأمين وصول السلاح. وأُتفق مبدئياً على أن يكون محمود فقهي نزال الملقب بـ (تشي)، القائد الميداني للعملية، يقول أبو داوود عنه إنه «أحد ضباط العاصفة الشبان، كنت التقيته مرة في نهاية 1971، عندما كنت قائد الشعبة 48، كانت قاعدته قرب النبطية في جنوب لبنان، وكان من أولئك الذين يقومون بعمليات خلف الحدود في إسرائيل، وهو أصغر مني بعشر سنوات تقريباً، وقد تدرّب على يد صديقي الراحل وليد أحمد نمر (أبو علي إياد) وكان يتبعه في الربيع السابق في تلال جرش وعجلون في الأردن، وقد نجا من الكارثة النهائية، مثله مثل عدد من الآخرين، وأخيراً كان في عداد قادة الفدائيين الذين رأيتهم في بيروت، بعد غارات الطيران الإسرائيلي القاتلة في شباط 1972 على جنوب لبنان، وهم يتوسلون أبا إياد القيام بتنظيم شيء ما، في مكان ما، فيردّون بذلك الصاع صاعين، والتحق منذ ذلك الوقت بمخيمنا الصغير شمال صيدا». ولكن كان هناك شيء سلبي لدى (تشي) كما رأى أبو داوود، وهو قصر قامته، لأن الفدائيين الذين سينفّذون العملية عليهم تسلق سياج بطول مترين للدخول إلى القرية الأولمبية.
و تبلورت خطوط تفصيلية للعملية : يدخل الفدائيون وهم يلبسون الملابس الرياضية عن طريق السياج، كأنهم فرقة رياضية عائدة بعد سهرة، ويقتحمون مقر البعثة الإسرائيلية والرياضيون نيام، وأُتفق مبدئياً على أنه إذا كان عدد الرياضيين الصهاينة مع طاقم التدريب والإدارة يصل إلى ثلاثين، فإن عشرة رجال يكفون لتنفيذ المهمة التي لن تطول إلا عدة ساعات.
و كل ذلك تم بين أبو داوود وفخري العمري ويوسف نزال (تشي) الذين التقوا في ميونخ وبدأوا بدراسة الوضع ميدانياً على الأرض. وبعد ذلك حدث لقاء بين أبو داوود وأبو إياد في بيروت، تم فيها وضع أبو إياد في صورة ما حدث، وتم تجهيز جوازات سفر أردنية مزورة لدخول الفدائيين بها إلى ألمانيا، وتم دراسة تفاصيل عملية التبادل المفترضة وتجهيز لائحة تضم أكثر من مائتي أسير تضم أسماء أسيرتين مغربيتين فرنسيتين اللتان اعتقلتا أثناء تهريبهن سلاحاً لصالح الجبهة الشعبية وكذلك ريما عيسى وتيريز هلسة اللتان اعتقلتا في عملية خطف طائرة سابينا 572 وكذلك كوزو أوكاموتو من الجيش الأحمر الياباني والذي نفذ مع رفاق له عملية مطار اللد والضباط السوريون الخمسة الذين أسرتهم إسرائيل مع ضابط لبناني يوم 21 يونيو سنة 1972م، وبأن يؤمن نقلهم إلى أي دولة عربية. وباقتراح من أبي داوود، أضيفت للقائمة اسمي أولريكه ماري ماينهوف وأندرياس بادر، من مجموعة [[بادر ماينهوف]] الراديكالية الألمانية، المتعاطفة مع قضية الشعب الفلسطيني، المحتجزان في السجون الألمانية. باعتقاد أن ذلك قد يشكّل ضغطاً على الحكومة الألمانية. وأخبره أبو أياد بأنه سيوافيه في ألمانيا، لوضع اللمسات الأخيرة على العملية وتوصيل السلاح، وبعد أيام ذهب الاثنان مع وفد فتح المركزي إلى تونس حيث مكثوا في منزل وزير الخارجية المصمودي، ومن تونس غادر أبو داوود إلى ميونخ.
بدأ أبو داوود عمله في رصد وجمع المعلومات عن ما يجري في القرية الأولمبية وما يتعلق بالبعثة الإسرائيلية، وتحديد المبنى الذي ستنزل فيه البعثة. ولحقه أبو أياد في 24/8، والتقيا في فرانكفورت، كان أبو أياد قد أدخل معه الأسلحة في حقيبتين مع امرأة اسمها جوليت، ورجل فلسطيني اسمه علي أبو لبن، مرت الأمور بسلام في المطار وبدون إثارة أية شبهة. وكانت الأسلحة عبارة عن ستة كلاشينكوف ورشاشين من نوع كارل – غوستاف، وتم الاتفاق على أنه بعد أن يعود أبو أياد وعلي في اليوم التالي إلى بيروت، سيعود علي على أول طيارة ومعه قنابل يدوية. وعاد أبو داوود إلى ميونخ، وأودع الأسلحة في الحقيبتين في خزائن الودائع في المحطة، وكان يحرص على تغيير مكانهما كل 24 ساعة، ووصلت حقيبة القنابل اليدوية، وافتتحت الألعاب الأولمبية في 26/8، بينما كان أبو داوود مستمراً في عمله وتمكن، بمساعدة امرأة فلسطينية تتقن الألمانية من الدخول إلى القرية الأولمبية ورصد مكان البعثة الأولمبية عن كثب، ثم تمكّن أيضاً من الدخول مع يوسف نزال ومحمد مصالحة الذين سيقودان مجموعة الفدائيين، والأكثر من هذا خدمته الصدفة والجرأة فدخلوا إلى مقر البعثة الإسرائيلية، واكتملت تفاصيل خطة احتجاز الرياضيين على أرض الواقع.
اتصل أبو داوود بعاطف بسيسو، أحد مساعدي أبي إياد، في بيروت طالباً منه إبلاغ فخري العمري بأن كل شيء جاهز، وبأن يرسل الرجال الستة الآخرين، منفردين إلى ميونخ. عقد أبو داوود اجتماعا مع يوسف نزال ومحمد مصالحة اللذان لم يكونا يعرفان سوى الخطوط العريضة للمهمة، وشدّد عليهما بعدم القيام بأي عمل انتقامي ضد الرياضيين الذين سيتم احتجازهم مثل القتل أو الجرح، وبأن العملية هي سياسية وليست عسكرية، والظهور أمام الرأي العام كمقاتلين متمالكين لأعصابهم، ومعاملة المحتجزين بشكلٍ جيد والتخفيف عنهم إذا لزم الأمر، والتوضيح لهم بأن الفدائيين مجبرون على توثيق أيديهم بالحبال لأسباب أمنية، وأن الهدف هو مبادلتهما بأسماء 236 أسيراً تضمنّتهم اللائحة النهائية. وتم مناقشة أية أمور قد تطرأ، فمن بين المحتجزين المفترضين، هناك مصارعين ورجال أقوياء وآخرون تدرّبوا في الجيش، وإن ذلك قد يستدعي استخدام العنف لضبطهم. وتم الاتفاق على عدم فتح النار إلا إذا كان خياراً أخيراً ووحيداً. وناقشوا تفاصيل المطالب وطلب الطائرة لنقلهم والأسرى إلى بلد آخر، وحدود التنازل عن المطالب وتم تعيين يوسف نزال مسؤولاً عسكرياً عن المجموعة، أما محمد مصالحة فتم تعيينه مسؤولاً سياسياً عنها، بعد أن لمس أبو داوود لديه، ما يسميه نضجاً سياسياً.
يوم 4 سبتمبر وصل الستة الآخرون ونزلوا في فنادق متفرقة، كان اتصالهم مع نزال ومصالحة فقط، ولم يكونوا يعرفون عن أبي داوود شيئاً، كما اعتقد أبو داوود، الذي أكمل الاستعدادات فاشترى ملابس رياضية وجهّز آلات حادة وحبالاً ومؤونة طعام تكفي لثلاثة أيام وغير ذلك من مستلزمات العملية.
تم توزيع الأسلحة التي جلبت من المحطة على الحقائب وكذلك المؤونة وغير ذلك، والتقى أبو داوود مع الجميع، وقدّمه نزال ومصالحة على أنه رجل تشيلي يدعم القضية الفلسطينية، وتم وضعهم في صورة المهمة المنتظرة ومناقشة مزيدٍ من التفاصيل.
و استمر اللقاء يوم 5 سبتمبر حتى الثانية والنصف فجراً. بعدها، توجّه الجميع إلى القرية الأولمبية.

## البداية
لدى وصول فريق الكوماندوز إلى القرية الأولمبية، كانت أبواب القرية مغلقة. وصل أفراد من البعثة الرياضية الأمريكية وهم ثملين، وبدأوا في محاولة تسلق السياج، واختلط الفدائيون بالأمريكيين وساعدوا بعضهم بعضاً على تسلق السياج، بينما الجميع يضحك ويغني. يقول أبو داوود واصفاً ذلك المشهد «كان المنظر خيالياً أن ترى هؤلاء الأمريكيين، الذين لا يشكّون بالطبع أنهم يساعدون مجموعة من فدائيي أيلول الأسود الفلسطينيين في الدخول إلى القرية الأولمبية، يمدّون أياديهم هكذا يأخذون حقائبنا المليئة بالأسلحة ويضعونها على الجهة الأخرى من السياج». يذكر أبو داوود أيضاً مفاجأة أخرى، فبعد أن تسلّق الرجال السياج لم يبقَ من المجموعة غير فدائي واحد، كان كبير الحجم مثل أبو داوود، وكان الاثنان يساعدان الآخرين كنقطتي ارتكاز لرفعهم، والآن جاء دور هذا الفدائي لكي يستخدم أبو داوود كنقطة ارتكاز لتسلقه السياج، وبعد أن نجح في ذلك وأصبح فوق السياج شكر أبو داوود ذاكراً اسمه، ومعنى ذلك أنه كان يعرف طوال الوقت هوية أبو داوود، الذي قدّم للفدائيين بأنه رجل تشيلي مؤمن بالقضية الفلسطينية.
في الساعة الرابعة فجراً، غادر أبو داوود مستقلاً سيارة إلى فندقه، وأخذ يستمع إلى الراديو ويقلب المحطات، إلا أنه رجع فيما بعد إلى القرية الرياضية ليكون على قربٍ من الأحداث.

## اقتحام مبنى الرياضيين الإسرائيليين
في الساعة الثامنة صباحاً أعلن عن نجاح خمسة مسلحين بالتسلل إلى جناح البعثة الإسرائيلية وقتل واحد واحتجاز 13 آخرين.
أحاطت الشرطة الألمانية بالمبنى، وتمركز القناصة على أسطح المباني المجاورة وبدأت المفاوضات مع الفدائيين بحضور وزير الداخلية الألماني الذي عرض عليهم في البداية مبادلة الرياضيين الإسرائيليين بعدد من المسؤلين الألمان ولكن رفض منفذو العملية هذا الطلب، وعرضت السلطات الألمانية مبلغ غير محدد من الأموال ولكن رفض هذا العرض أيضا.

## الانتقال إلى مطار فورستنفيلدبروك
كانت الألعاب الأولمبية ما تزال مستمرة. طالب الفلسطينيون بتوفير طائرة تقلهم مع الرهائن إلى القاهرة، فأقلعت طائرتا هيلكوبتر محملتان بالفلسطينيين والرهائن إلى مطار فورشينفليد بروك العسكري التابع لحلف شمال الأطلسي والذي كان قد نصب الكمين فيه.

## فشل عملية الإنقاذ
بناء على اتصالات بين السلطات الألمانية والسلطات الإسرائيلية أرسلت إسرائيل مسئول كبير من جهاز الأمن الإسرائيلي لإعداد كمين لإطلاق سراح الرهائن حتى لو أدى ذلك إلى مقتلهم كما صرحت بذلك جولدا مائير في تصريحها أمام الكنيست.
احتل 12 قناصاً ألمانياً عدد من المواقع في المطار الذي كانت ساحته مضاءة بالأنوار الكاشفة، وأطلقوا النار على الفدائيين الفلسطينيين فرد الفدائيين بأطلاق النار على القناصين، كما أطلقوا النار على الأنوار الكاشفة فساد الظلام مسرح العملية وتواصلت الاشتباكات بين الفدائيين الفلسطينيين والقناصين الألمان لمدة 3 ساعات.
وانتهت عملية الإنقاذ الفاشلة بقيام القناصة الألمان في النهاية بقتل 11 رياضي إسرائيلي و5 من الفدائيين الفلسطينيين الثمانية بالإضافة إلى ضابط شرطة ألماني وطيار مروحية ألماني وتم تفجير مروحية.

## تداعيات العملية
- أطلقت ألمانيا سراح الفلسطينيين الثلاثة الناجين في 29 أكتوبر سنة 1972 إثر عملية خطف لطائرة تعود لشركة لوفتهانزا الألمانية كانت متوجهة من بيروت إلى ألمانيا الاتحادية.
- في رد على العملية، خططت إسرائيل ونفذت عمليات اغتيال لعدد من الأفراد الذي قيل أنهم كانوا مسؤولين عن العملية، وبالرغم من الاعتقاد السائد بأن اثنان من منفذي العملية الناجين الثلاث قتلوا كجزء من العملية الانتقامية، فإن بعض الدلائل الحديثة تشير إلى عكس ذلك.
- كتب سيمون رييف أن عملية ميونخ التاريخية لكانت واحدة من أهم عمليات الصراع في العصر الحديث، وأنها «دفعت بالقضية الفلسطينية تحت الأضواء العالمية، لافتة الانتباه لعقود من الصراع في فلسطين، ومطلقة عهدا جديدا من المقاومة الدولية».

## أفلام
- ميونخ، 2005
- سيف جدعون، 1986
- 21 ساعة في ميونخ، 1976
- يوم واحد في سبتمبر، 1999
- ميونخ: انتقام الموساد، 2006